# Adriaan Clant

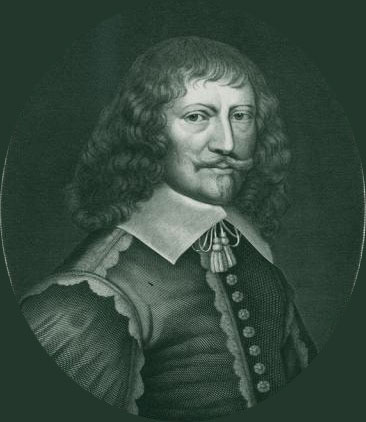
Adriaan Clant

Adriaan Clant tot Stedum (* 1599; † 25. Januar 1665 in Stedum) war ein niederländischer Jonkheer, der als Diplomat und Verhandlungsführer beim Frieden von Münster 1648 beteiligt war.

## Leben
Adriaan war ein Sohn von Eilco Clant und Willemina Hinkaert. Er hatte, soweit bekannt, drei Brüder und  zwei Schwestern. 1648, nach dem Ende des Dreißigjährigen Kriegs wurde er im Auftrag der Stadt Groningen als Unterhändler zu den Friedensverhandlungen nach Münster in Westfalen gesandt.
Er heiratete am 3. März 1623 Hille Coenders und im April 1639 Anna Tamminga. Er starb 65-jährig 1665 in Stedum. Sein Grab, gestaltet durch Rombout Verhulst, befindet sich bei der Kirche von Stedum.

### DerFrieden von Münstervon ter Borch

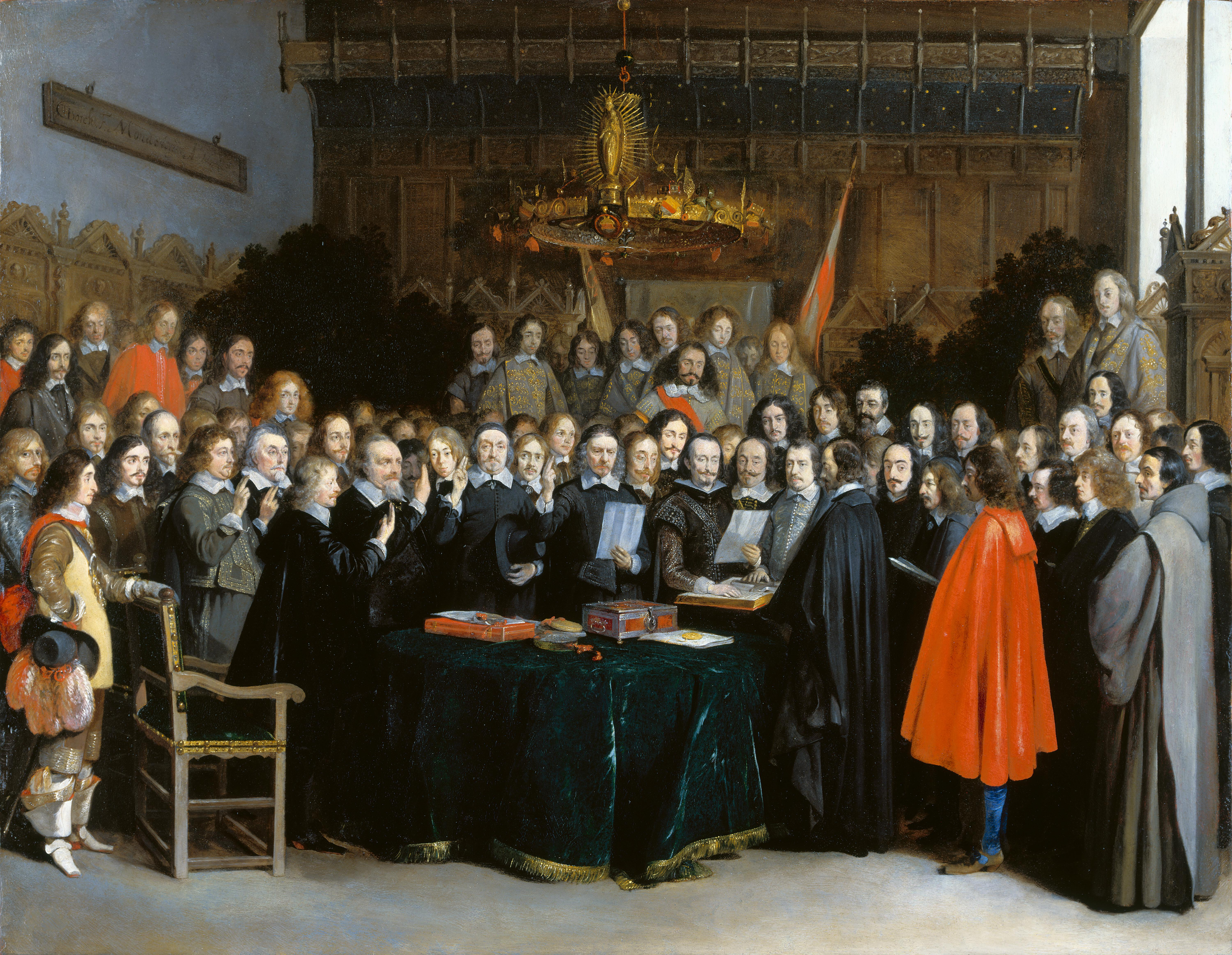
Ter Borch, Der Friede von Münster

Gerard ter Borchs Historienbild  mit dem vollständigen Titel Unterzeichnung des Friedensvertrags von Münster von 1648 hält die feierliche Unterzeichnung des zwischen Spanien und den Niederlanden geschlossenen Friedensvertrages fest, mit dem das Ende des Dreißigjährigen Krieges besiegelt wurde. Der Staatsakt findet im Rathaussaal von Münster statt. Die  Verhandlungsführer in Gesellschaft ihrer Delegationen haben sich um einen runden Tisch versammelt und sind dabei, den Vertrag zu beeiden. Über der Versammlung schwebt ein goldener Kronleuchter mit einer gekrönten Madonna im Strahlenkranz,  die den göttlichen Segen, der auf dem Vertragswerk liegen soll, emblematisch betont.
Die Hand zum Schwur erhoben haben sechs Niederländer, darunter auch  Adriaen Clant tot Stedum. Drei Spanier beeiden den Vertrag mit der Hand auf der Bibel.